# NGC 2846
NGC 2846 est une paire d'étoiles située dans la constellation de l'Hydre. L'astronome irlandais Lawrence Parsons a enregistré la position 